# William Y. Atkinson
William Yates Atkinson (Contea di Meriwether, 11 novembre 1854 – Newnan, 8 agosto 1899) è stato un politico statunitense.

## Biografia
Nacque nel 1854 da una famiglia di piantatori originari della Virginia, abbastanza abbienti da permettersi di mantenere degli schiavi ma comunque in condizione di lavorare al loro fianco la terra. Studiò legge all'Università della Georgia; le condizioni economiche precarie lo costringevano spesso a guadagnarsi da vivere come trasportatore di cotone tra la contea di Meriwether e la città di Griffin. Divenne infine avvocato e aprì uno studio legale a Newnan, nella contea di Coweta. Nel 1880 sposò Susan Cobb Milton, nipote del governatore della Florida John Milton.
Coinvolto molto presto in politica, ricoprì per molti anni incarichi minori all'interno dell'amministrazione georgiana. Negli anni 1880 si distinse come avversario della vecchia classe dirigente georgiana, sostenuta dai vecchi proprietari terrieri, spingendo invece per la forte industrializzazione della Georgia. Nel 1890 si alleò con William J. Northen e condusse con successo la sua campagna elettorale per diventare governatore, ricevendo in cambio la nomina a speaker dell'Assemblea georgiana.
Al termine del mandato di Northen nel 1894 sconfisse alle primarie democratiche il candidato conservatore Clement A. Evans, un ex-generale confederato, per poi essere eletto governatore della Georgia. Continuò la politica del predecessore di opposizione ai linciaggi, rendendo più ampi i poteri degli sceriffi e cercando di normalizzare la presenza degli afroamericani nella vita pubblica. Intervenne più volte direttamente in difesa dei neri georgiani (come quando graziò l'afroamericano Adolphus Duncan, ingiustamente condannato a morte per stupro), e venne per questo preso di mira dal suprematismo bianco, i cui esponenti lo accusavano di essere un demagogo che ricercava unicamente il voto dei neri. Combatté inoltre la corruzione e gli sperperi, assunse la prima impiegata donna nell'amministrazione statale, abbassò a sufficienza il debito pubblico così da attirare investimenti esteri, aumentò le pensioni di guerra dei veterani confederati ed ampliò il sistema scolastico georgiano.
Alla scadenza del suo mandato nel 1898 riprese il mestiere di avvocato, ma l'anno seguente, durante un viaggio in Florida, contrasse la dissenteria e ne morì poco dopo a soli quarantaquattro anni. Gli è dedicata la contea di Atkinson.